# 伽倻站 (釜山地鐵)
伽倻站（：／ Gaya yeok */?）是釜山地鐵2號線沿線的一座地下車站，位於韓國釜山廣域市釜山镇区伽倻洞。

## 車站結構
站體為2面2線側式月台的地下車站，候車月台設有月台幕門，並有4號出口。
本站可通過候車室轉乘對向列車。

### 月台配置
| 釜岩 ↑     |
| \| 上      |
| ↓ 東義大學 |

| 月台 | 路線               | 目的地                       |
| ---- | ------------------ | ---------------------------- |
| 上行 | ●釜山都市铁道2号线 | 西面、大淵、金蓮山、萇山方向 |
| 下行 | ●釜山都市铁道2号线 | 沙上、德川、湖浦、梁山方向   |

## 歷史
- 1999年6月30日：落成啟用。

## 車站周邊
- 基督教釜山廣播
- 伽倻市場
- 伽倻1洞派出所
- 伽倻消防署
- 釜山銀行伽倻分行
- 伽倻站（韓國鐵道公社）

## 相鄰車站
釜山交通公社
●釜山都市铁道2号线
釜岩（220）－伽倻（221）－東義大學（222）